# Falsamblesthis candicans
Falsamblesthis candicans là một loài bọ cánh cứng trong họ Cerambycidae.